# Claudia Demarmels
Claudia Demarmels, née à Salouf le 5 juillet 1954 est une actrice suisse.

## Biographie
Après son engagement au Badische Staatstheater de Karlsruhe, elle joue dans de nombreux films et séries télévisés allemands tels Tatort, Inspecteur Derrick. Elle est plus connue sous le nom de Ines Röggeli dans le film allemand Theo contre le reste du monde.

## Filmographie
- 1979 : Derrick : Le congrès de Berlin (Ein Kongreß in Berlin) : Pia Jurek
- 1979 : Tatort : Ende der Vorstellung : Andrea
- 1979 : Tatort: 30 Liter Super : Karin Zinn
- 1980 : Theo contre le reste du monde (de) : Ines Röggeli
- 1980 : Tatort : Der Zeuge : Inga Weiss
- 1982 : Toutes griffes dehors de Michel Boisrond (mini-série) : Bénédicte
- 1986 : S.Y. Arche Noah (8 épisodes) : Heike Petersen
- 1988 : Tatort: Schuldlos schuldig : Claudia Lorek
- 1988 : Euroflics : Honig der Nacht : Mme Messerli
- 1990 : Le Renard : L’héritage mortel (Mörderisches Inserat) : Karin Wulff
- 1990 : Le Renard : Le successeur (Der Nachtfolger) : Sylvia Kossak
- 1992 : Den demokratiske Terroristen de Per Berlung : Barbara
- 1992 : Der Patenonkel (8 épisodes) : Pat
- 1992 : Le Renard : Tout ou rien (Es war alles ganz anders) : Ulrike Binding
- 1993 : Le Renard : Le sacrifice (Kurzer Prozess) : Thekla Paulus
- 1993-1994 : Wildbach (14 épisodes) : Christl Meierhofer
- 1994 : Florida Lady (11 épisodes) : Dr Tanja Bergmann
- 1995 : Un cas pour deux : La classe macabre (Eine offene Rechnung) : Brigitte Steffens